# اره‌کوسه ژاپنی
اره‌کوسه ژاپنی (نام علمی: Pristiophorus japonicus) نام یک گونه از راسته اره‌کوسه‌سانان است.